# Led Zeppelin III
Led Zeppelin III este al treilea album de studio al trupei britanice de rock, Led Zeppelin. A fost înregistrat între Ianuarie și iulie 1970 și lansat pe 5 octombrie 1970 de către Atlantic Records. Înregistrat în mare parte la o cabană din Țara Galilor (cabana la care solistul Robert Plant mergea în vacanță cu familia în anii '50) numită Bron-yr-Aur (i.e. deal de aur în limba galeză), din Parcul Național Snowdonia, în apropiere de orașul Machynlleth, discul reprezintă o maturizare a formației pe album regăsindu-se și bogate influențe de muzică folk, muzică celtică și sunete acustice, dar și blues/blues rock. Acest lucru a surprins atât fanii cât și criticii, LP-ul neavând același succes ca precedentele două. Cu toate că nu a fost unul dintre dele mai bine vândute materiale ale grupului, Led Zeppelin III reprezintă un moment important în istoria trupei. Versurile primului cântec de pe album, Immigrant Song (lansat ca single de asemenea la data de 5 noiembrie 1970), fac trimitere către Islanda (i.e. the land of the ice and snow) dat fiind faptul că formația susținuse anterior în 1970 un concert în capitala țării, Reykjavík (fiind oaspeții guvernului islandez conform spuselor lui Robert Plant, solistul formației). Precum toate albumele celor de la Led Zeppelin, acest LP este considerat o capodoperă a rock-ului clasic.

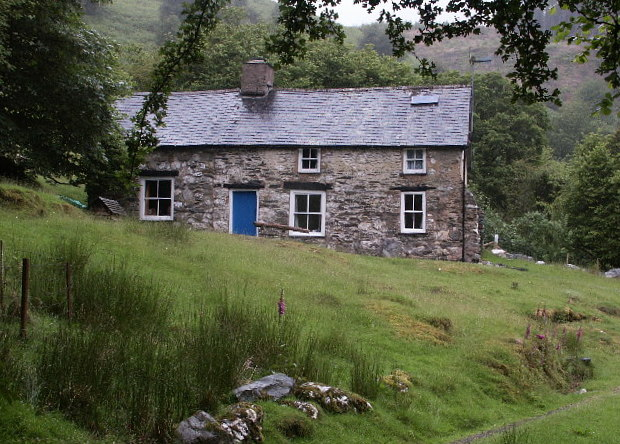
Cabana Bron-yr-Aur (datând din secolul al XVIII-lea) din Gwynedd, Țara Galilor, unde Robert Plant și Jimmy Page au compus împreună cântece pentru albumul de studio Led Zeppelin III în 1970. În această cabană au fost compuse anumite cântece pentru cel de-al patrulea album al celor de la Led Zeppelin de asemenea, mai precis Led Zeppelin IV (1971).

## Lista pieselor
1. Immigrant Song (Page, Plant) (2:26)
2. Friends (Page, Plant) (3:55)
3. Celebration Day (John Paul Jones, Page, Plant) (3:29)
4. Since I've Been Loving You (Jones, Page, Plant) (7:25)
5. Out on The Tiles (Bonham, Page, Plant) (4:08)
6. Gallows Pole (trad., aranjament Page, Plant) (4:58)
7. Tangerine (Page) (3:12)
8. That's The Way (Page, Plant) (5:39)
9. Bron-Y-Aur Stomp (Jones, Page, Plant) (4:20)
10. Hats Off to (Roy) Harper (trad., aranjament Charles Obscure, pseudonim pentru Jimmy Page) (3:42)

## Single-uri
- Immigrant Song (1970)

## Componență/personalul de înregistrare
- John Bonham - baterie, percuție, voce de fundal (backing vocals)
- John Paul Jones - chitară bas electrică, orgă, sintetizator, mandolină, voce de fundal (backing vocals)
- Jimmy Page - chitară acustică, chitară electrică, voce de fundal (backing vocals), banjo
- Robert Plant - voce, muzicuță